# Oberschlesische Mundart
Die oberschlesische Mundart (im Dialekt Aeberschläsche Mundoart oder Oberschläs'sche Mundoart, auch obrschläs'sche Schproche genannt) ist ein Dialekt des Ostmitteldeutschen, der in Oberschlesien gesprochen wird.

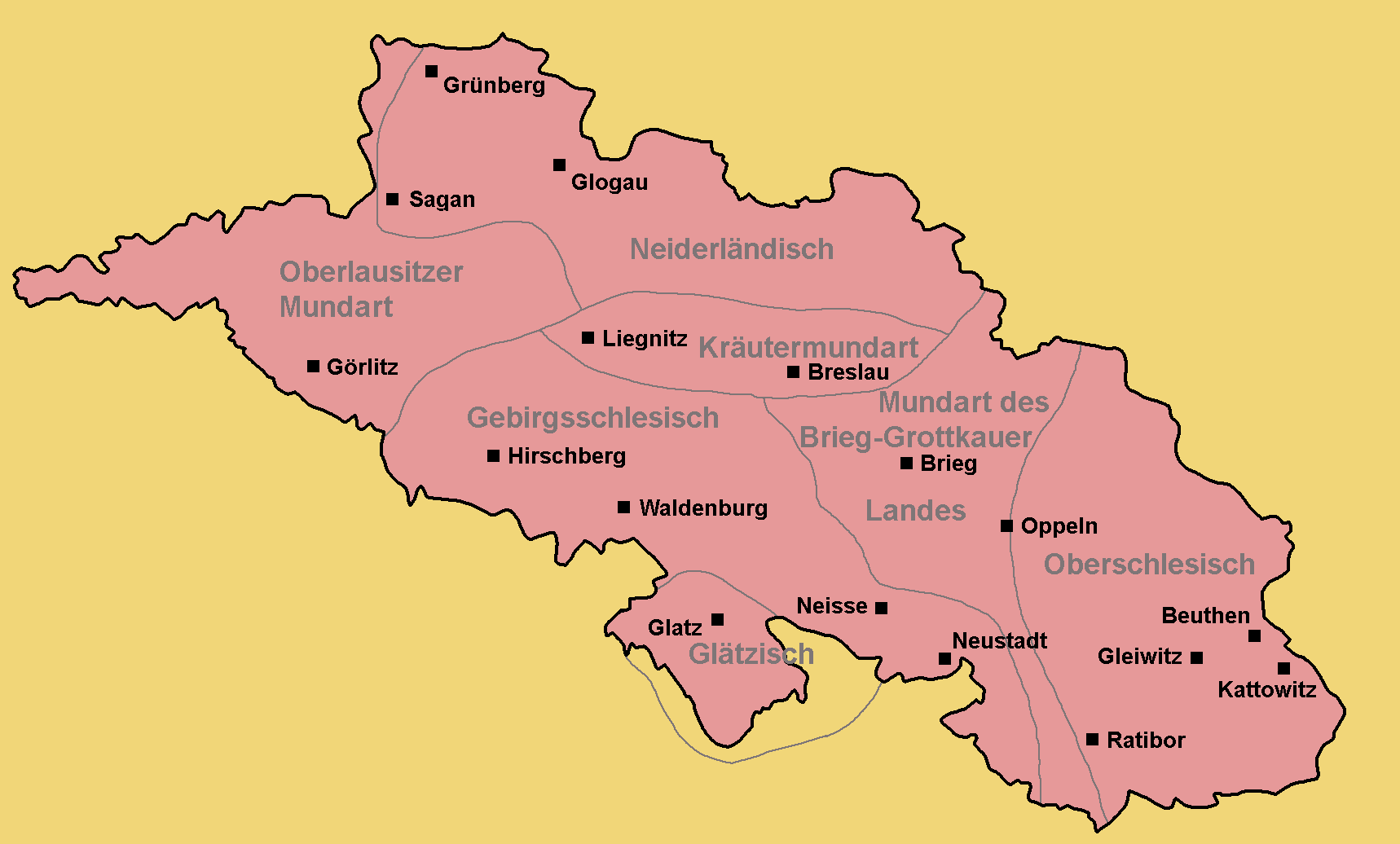
Karte der schlesischen Mundarten

In Oberschlesien sprachen vor 1945 etwa zwei Drittel der Bevölkerung das Oberschlesische, die Mundart des Brieg-Grottkauer Landes sowie das Gebirgsschlesische.
Zwischen der oberschlesischen Mundart und dem polnisch-schlesischen Dialekt, die in Oberschlesien nebeneinander gesprochen wurden, kam es häufig zu einem Austausch von Dialektwörtern und Bestandteilen von Wörtern. So finden sich in beiden Dialekten beispielsweise dieselben Begriffe wie Beitel (bajtel), aber auch Wörter die eine Mischung aus beiden Dialekten sind. So hängte man an deutsche Namen, wie Franz, die polnische Endung -ek an, woraus die Koseform Franzek entstand.
Auch wenn in diesem Dialektraum heute noch Deutsche leben, sprechen meist nur noch die älteren Generationen den Dialekt. Da die deutsche Sprache in der Zeit von 1945 bis 1990 verboten war und die Benutzung in der Öffentlichkeit auch bestraft wurde, konnte der Dialekt nicht mündlich an weitere Generationen weitergegeben werden. Deswegen sprechen die jüngeren Generationen, wenn sie die deutsche Sprache beherrschen, meist nur Hochdeutsch, wie sie es aus den Medien und dem Schulunterricht sowie durch den Kontakt mit Deutschland kennen.

## Typische oberschlesische Wörter
| Oberschlesische Mundart (aus Westoberschlesien) | Oberschlesische Mundart (aus Ostoberschlesien) | Deutsch                                                 |
| ----------------------------------------------- | ---------------------------------------------- | ------------------------------------------------------- |
| Jingla                                          | Beitel                                         | (kleiner) Junge                                         |
| Bargmoan                                        | Grubiosch                                      | Bergmann                                                |
| Kraut                                           | Kraut                                          | Kohl                                                    |
| Kreppel, Kreppl                                 | Kreppel                                        | Kräpfel, Krapfen, Berliner (Pfannkuchen)                |
| Mostrich                                        | Mostrich                                       | Senf                                                    |
| Nudelkulle                                      | Nudelkula                                      | Nudelholz, Nudelwalze, Teigroller                       |
| Nuppel, Nuppl                                   | Nuppel                                         | Schnuller                                               |
| Sammel, Semml                                   | Semmel                                         | Brötchen (zum Brechen in vier Teile in Form einer Acht) |
| Sicherka                                        | Sicherka                                       | Sicherheitsnadel                                        |
| Wurscht                                         | Wurscht                                        | Wurst                                                   |

## Dialekte
- Anhalter Sprachinsel
- Bielitzer Sprachinsel
- Kostenthaler Mundart
- Schönwalder Mundart